# Mihaela Valois
Mihaela Valois (Mihaela Francuska; 11. siječnja 1395. – 8. srpnja 1422.) bila je francuska princeza i burgundska vojvotkinja. 
Mihaela – nazvana po anđelu Mihaelu – bila je kći francuskog kralja Karla VI. i njegove žene, Izabele Bavarske te sestra kralja Karla VII.
U lipnju 1409. godine, 14-godišnja se Mihaela udala za Filipa, grofa Charolaisa; Filip je kasnije postao vojvoda Filip III. Burgundski. Filip i Mihaela bili su bratić i sestrična u drugom koljenu kao potomci kralja Ivana II. Dobrog. Par je dobio kćer Agnezu, koja je umrla kao dijete.
Mihaela je bolovala od depresije (melankolija), dok je njen otac imao psihotični poremećaj. Voljena od naroda, Mihaela je umrla 1422. godine.